# Hemigrammus schmardae
Hemigrammus schmardae és una espècie de peix de la família dels caràcids i de l'ordre dels caraciformes.

## Morfologia
- Els mascles poden assolir 3,7 cm de llargària total.[5]

## Hàbitat
Viu a àrees de clima tropical entre 23 °C i 27 °C de temperatura.

## Distribució geogràfica
Es troba a Sud-amèrica: conques dels rius Amazones,  Negro i Orinoco.